# How You Samba
How You Samba is een lied van de Nederlandse dj-trio Kris Kross Amsterdam in samenwerking met Tinie Tempah en Sofía Reyes.  Het nummer kwam uit in mei 2023 en werd bij radiozender Qmusic benoemd tot Alarmschijf. Het behaalde in de Nederlandse Top 40 de eerste positie en stond vier weken op deze plek. In totaal stond het 22 weken in deze lijst. In de Single Top 100 kwam het tot de vierde positie in de 24 weken dat het in de lijst stond. Ook in Vlaanderen was er succes. Het bereikte de 17e plek in de Vlaamse Ultratop 50 en stond vijftien weken in deze lijst. In 2023 stond het nummer op de tweede plek in de Dance 15 van The X Vibe, een jaarlijkse hitlijst met de populairste dancenummers van het jaar. 

In het refrein van het nummer is "Samba de Janeiro" van Bellini uit 1997 gesampled.